# Le Cohty
Le Cohty, est une petite île du golfe du Morbihan appartenant au domaine maritime.

## Toponymie
Cohty du breton vannetais Koh Ty, écrit en breton unifié, Kozh Ti, signifie La Vieille Maison.

## Protection
Le Cohty fait l'objet d'un arrêté préfectoral de protection de biotope (APPB) qui vise la préservation de biotopes variés, indispensables à la survie d’espèces protégées spécifiques, depuis le 12 janvier 1982.
L'accostage est généralement interdit du 15 avril au 31 août

## Référence
1. ↑  Les îles et îlots, des espaces réglementés
2. ↑  « Arrêté de préfectoral de protection de biotope »(Archive.org • Wikiwix • Archive.is • Google • Que faire ?)
3. ↑  « SECURITE DES BAIGNADES ET DES ACTIVITES NAUTIQUES »(Archive.org • Wikiwix • Archive.is • Google • Que faire ?)